# Gijsbertus Vonk
Gijsbertus Vonk (Wijk bij Duurstede, 14 maart 1889 - Haarlem, 8 mei 1969) was een Nederlands politicus.
Vonk werd na de verkiezingen van 1946 op 4 juni 1946 benoemd tot lid van de Tweede Kamer voor de PvdV. Nadat de PvdV in 1948 was opgegaan in de VVD, vertegenwoordigde hij ook deze partij tot 15 juli 1952, toen hij na de verkiezingen niet terugkeerde in het parlement.
Vonk was een zeer behoudende woordvoerder van overzeese gebiedsdelen tijdens de naoorlogse dekolonisatieperikelen. Hij was een uitgeverszoon die na studie Nederlands en Indisch recht carrière maakte in de kolonie. Hij was bestuursambtenaar en ten slotte procureur-generaal. Hij was bestuurslid van de Rijkseenheid, die ministers die verantwoordelijk waren voor het Indiëbeleid voor de rechter wilde dagen. Hij weigerde de naam Indonesië te gebruiken en bleef spreken van Nederlands-Indië. Hij achtte zich in de Tweede Kamer ver verheven boven zijn medeleden. Hij vond dat wie geen Frans sprak niet in de Kamer thuis hoorde.
- Biografisch Portaal: 85481810
- Parlement.com: vg09llc6der6